# Институт аналитического приборостроения РАН
Институт аналитического приборостроения Российской академии наук — образован в 1977 году в Ленинграде путём выделения в отдельную организацию научно-исследовательской части Специального конструкторского бюро аналитического приборостроения АН СССР (СКБ АП АН СССР). Одновременно с этим конструкторско-производственная часть созданного в 1958 году СКБ аналитического приборостроения была преобразована в Научно-техническое объединение Академии наук СССР.
Основным направлением деятельности является разработка уникальных приборов для научных исследований и промышленности.
ИАП РАН проводит фундаментальные и прикладные исследования, направленные на разработку новых методов, приборов и технологий по следующим основным направлениям:
- методы и приборы диагностики поверхности, элементного, фазового и структурного анализа веществ и соединений;
- методы и приборы нанотехнологии и нанодиагностики, создание и исследование наноструктур, микро- и наносистемная техника, нанобиотехнология;
- методы и приборы для исследований в науках о жизни, биотехнологии, экологии и медицине;
- информационные технологии, системы автоматизации, математическое моделирование в научном приборостроении.

Традиционно в Институте развиваются исследования и разработки в области масс-спектрометрии, мессбауэровской спектроскопии, электронной спектроскопии, сканирующей зондовой микроскопии, молекулярно-пучковой эпитаксии, сепарационных методов, электрохимических методов, поляризационно-оптических методов, методов экспресс-анализа биоактивных объектов и др. Также проводятся работы по созданию аналитических приборов на основе микрофлюидных чипов.
С 1991 г. институт издает журнал «Научное приборостроение».

## Директора
- Павленко, Владимир Антонович (1977—1984), член-корреспондент АН СССР
- Александров, Максим Леонидович (1984—1994), член-корреспондент АН СССР / РАН
- Комяк, Николай Иванович (1994—2000), член-корреспондент РАН
- Курочкин, Владимир Ефимович (2000 — наст. время)